# Эксли, Джон
Джон Онинс Эксли младший (англ. John Onins Exley, Jr.; 23 мая 1867, Филадельфия — 27 июля 1938, Милфорд) — американский гребец, чемпион летних Олимпийских игр 1900 и 1904.
На Играх 1900 Эксли участвовал только в соревнованиях восьмёрок. Его команда стала первой в полуфинале и финале, выиграв золотые медали.
Через четыре года, Эксли снова принял участие в Играх в Сент-Луисе в соревнованиях восьмёрок. Выиграв единственный заплыв у канадской сборной, он стал двукратным чемпионом.